# Желтуха растений

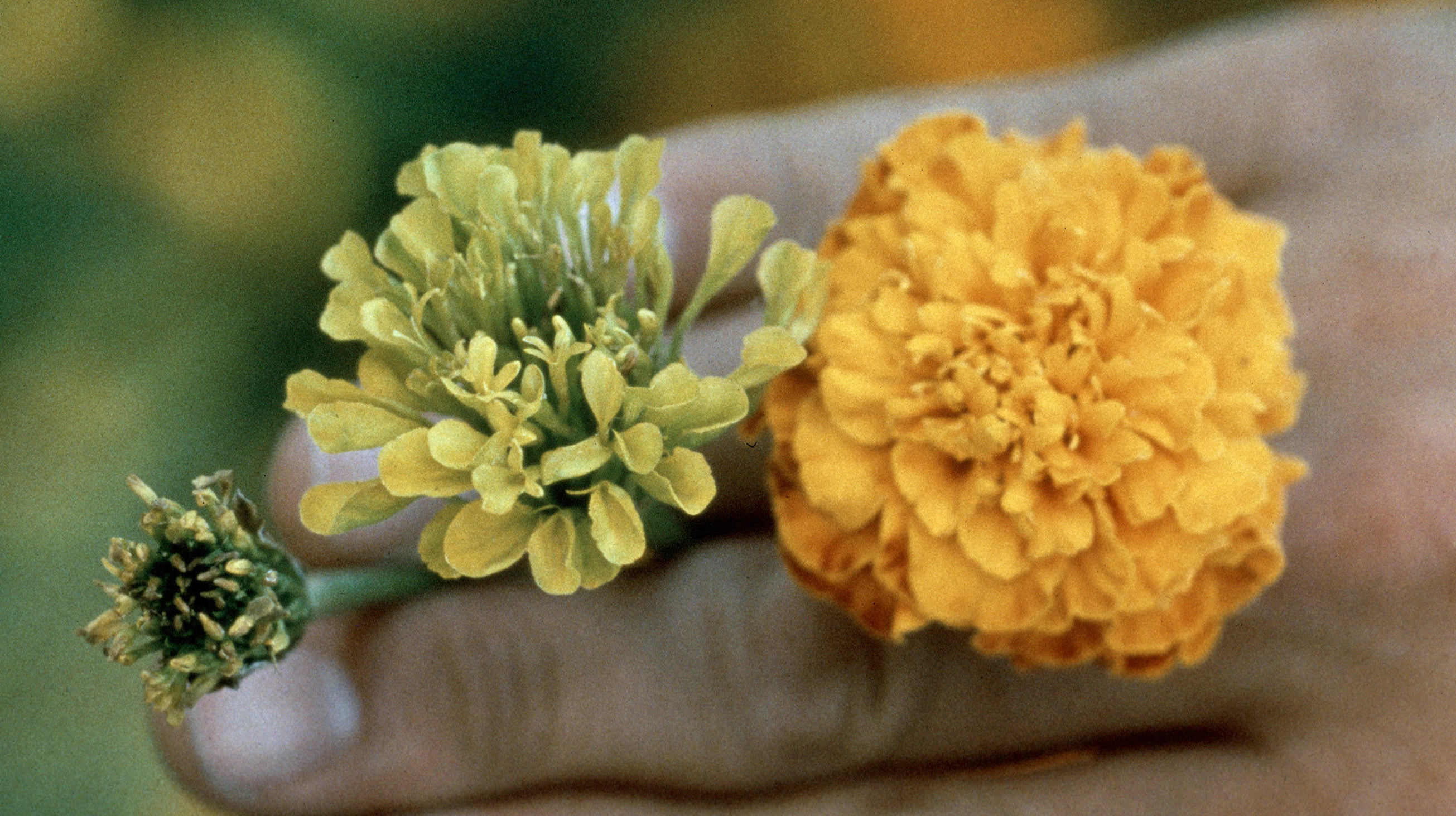
Симптомы желтухи у бархатцев

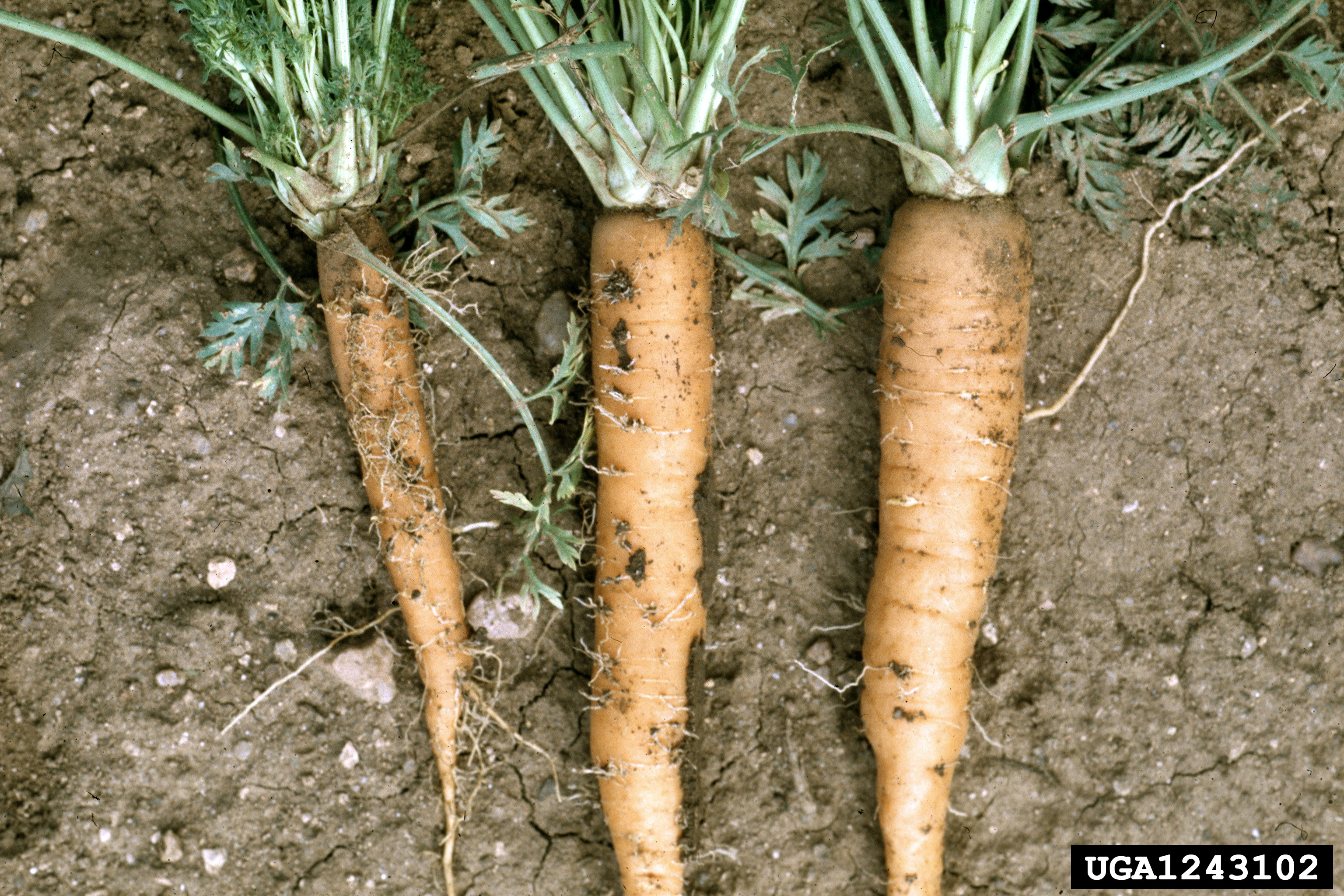
Справа — здоровая морковь, слева — поражённая желтухой

Желтуха растений — группа болезней, вызываемых вирусами или микоплазмами (патогенные организмы, занимающие промежуточное положение между вирусами и бактериями).
Желтуха поражает многие растения. Возможные симптомы — замедление роста, деформация, карликовость, хлороз, изменение окраски листьев и лепестков, пролиферация цветков, скручивание и курчавость листьев, образование избыточных боковых побегов, увядание и т. п.
Возбудителей заболевания переносят различные насекомые: тли, цикадки, трипсы, листоблошки и пр. Заражение происходит, когда сосущие насекомые кормятся на растениях, в чьей флоэме содержатся фитоплазмы, а затем на здоровых. Фитоплазмы могут также размножаться в организме переносчика.
Желтуха чаще всего поражает:
— декоративные растения (астры, хризантемы, аквилегию, дельфиниум и пр.), у которых выражается в недоразвитости соцветий и образовании вместо венчиков зелёных листоподобных структур;
— плодовые и ягодные культуры (землянику, клубнику, персик, сливу, смородину, крыжовник); у больных растений снижается урожайность, плоды и ягоды образуются мелкие и недоразвитые;
— различные сельскохозяйственные культуры, в том числе овощные (картофель, свёклу, морковь, лук, томаты, сельдерей, бобы и пр.), что также отрицательно сказывается на урожайности, на сборе семян и их последующей всхожести
— дикорастущие растения (одуванчик, бодяк полевой, купырь лесной и пр.).
Меры борьбы с желтухой — использование устойчивых сортов, уничтожение насекомых-переносчиков и сорняков как резерваторов возбудителя, прогревание окулировочного материала.